# NBA All-Star Game Kobe Bryant Most Valuable Player
Le NBA All-Star Game Kobe Bryant Most Valuable Player, plus simplement le Kobe Bryant MVP Award, est un trophée de la National Basketball Association (NBA) remis annuellement depuis 1953 au meilleur joueur du NBA All-Star Game. La désignation se fait après un vote. La ligue a tout de même voulu honoré les deux premières éditions et a sélectionné Ed Macauley et Paul Arizin pour les matchs de 1951 et 1952. Il a été renommé le 15 février 2020 par Adam Silver, en l'honneur de Kobe Bryant, tragiquement décédé en janvier 2020, qui l'a remporté à 4 reprises.  
Le trophée est destiné à un seul joueur habituellement, exceptionnellement il est arrivé qu'il soit attribué à un couple de joueurs. Lors de l'édition de 1993 à Salt Lake City Karl Malone et John Stockton, unis dans la vie professionnelle depuis leurs débuts et qui se devaient mutuellement leurs réussites respectives, ou encore Shaquille O'Neal et Kobe Bryant en 2009 à Phoenix lors du dernier All-Star Game de O'Neal alors que Kobe avait dominé la rencontre, cette décision marqua la réconciliation entre les deux ex-coéquipiers des Lakers. 
Kobe Bryant et Bob Pettit l'ont remporté à quatre reprises. George Mikan, Bob Pettit et Russell Westbrook  sont les seuls joueurs à l'avoir remporté deux années consécutives. Elgin Baylor, Wilt Chamberlain et Oscar Robertson sont les seuls à avoir été lauréats de cette récompense lors de leurs saisons de rookie. 
Le plus jeune MVP du All-Star Game est LeBron James à 21 ans et 55 jours en 2006, le plus âgé est Shaquille O'Neal à 36 ans et 11 mois en 2009. À noter que 10 saisons séparent le deuxième et le dernier sacre de LeBron James.
L'actuel détenteur du trophée est Jayson Tatum des Celtics de Boston.

## Palmarès

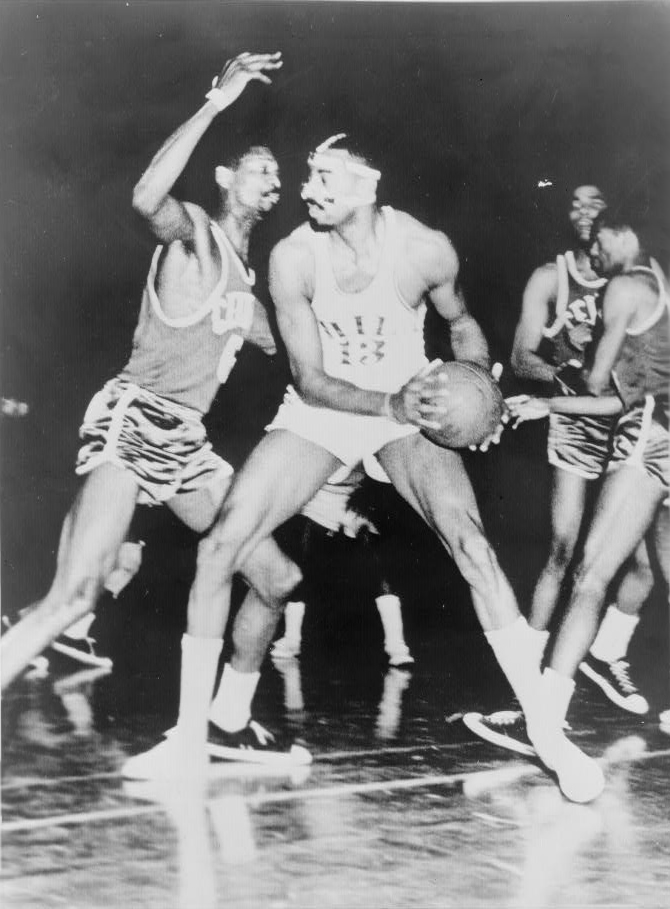
Bill Russell (gauche) remporte le titre au NBA All-Star Game 1963. Wilt Chamberlain (au centre) remporte le titre au NBA All-Star Game 1960.

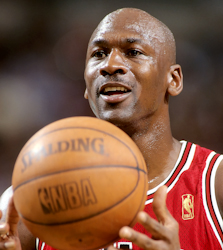
Michael Jordan remporte le titre à 3 reprises durant sa carrière.

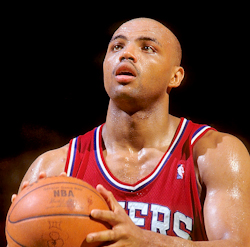
Charles Barkley remporte le titre lors du NBA All-Star Game 1991.

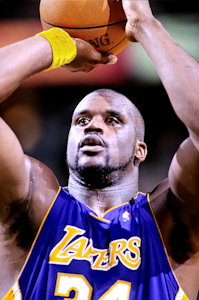
Shaquille O'Neal remporte le titre à trois reprises durant sa carrière. Il est le joueur le plus âgé à l'avoir remporté, à 36 ans et 346 jours.

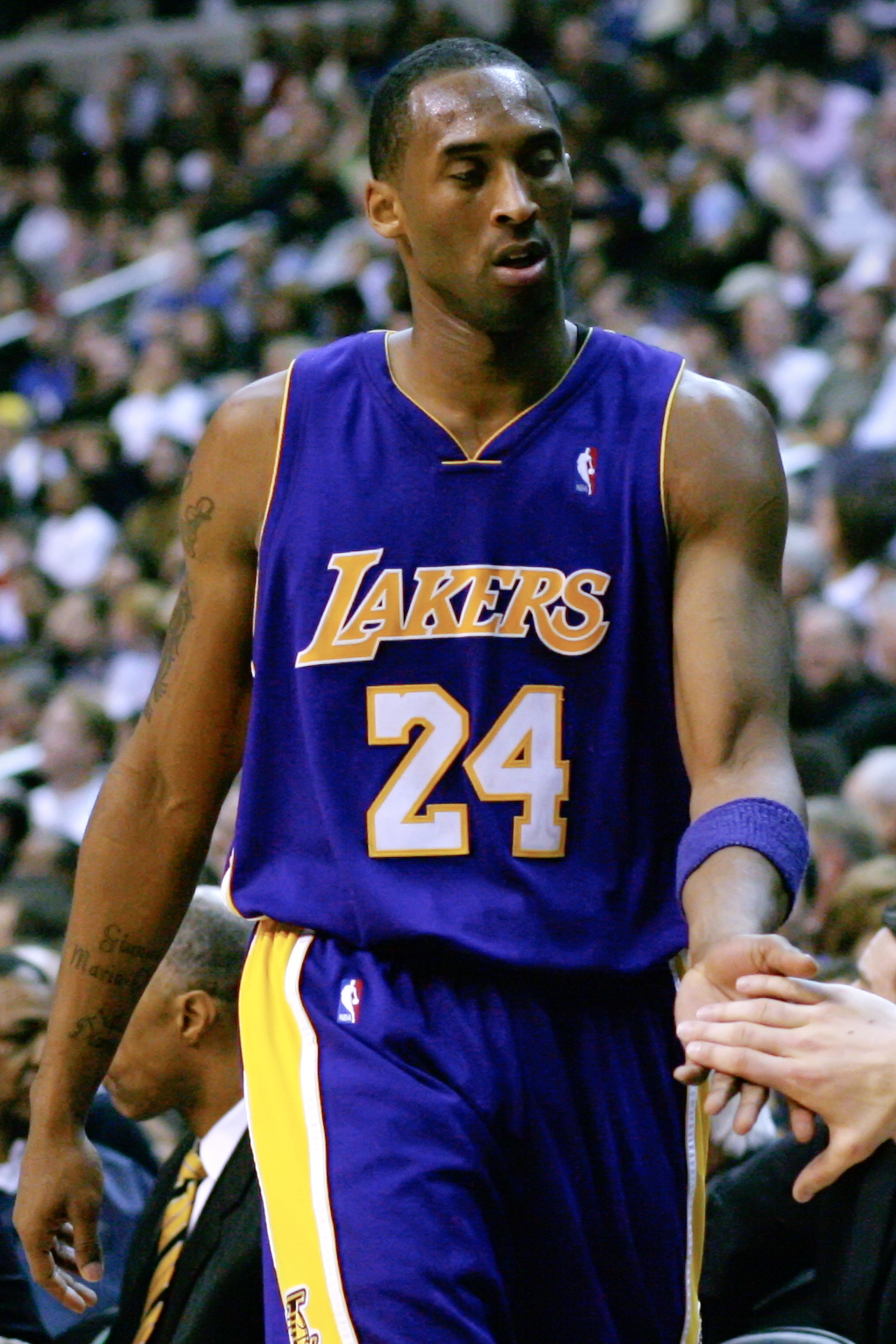
Kobe Bryant remporte le titre à 4 reprises, et partage ce record avec Bob Pettit. Le trophée est renommé en 2020 à son nom, à la suite de son décès.

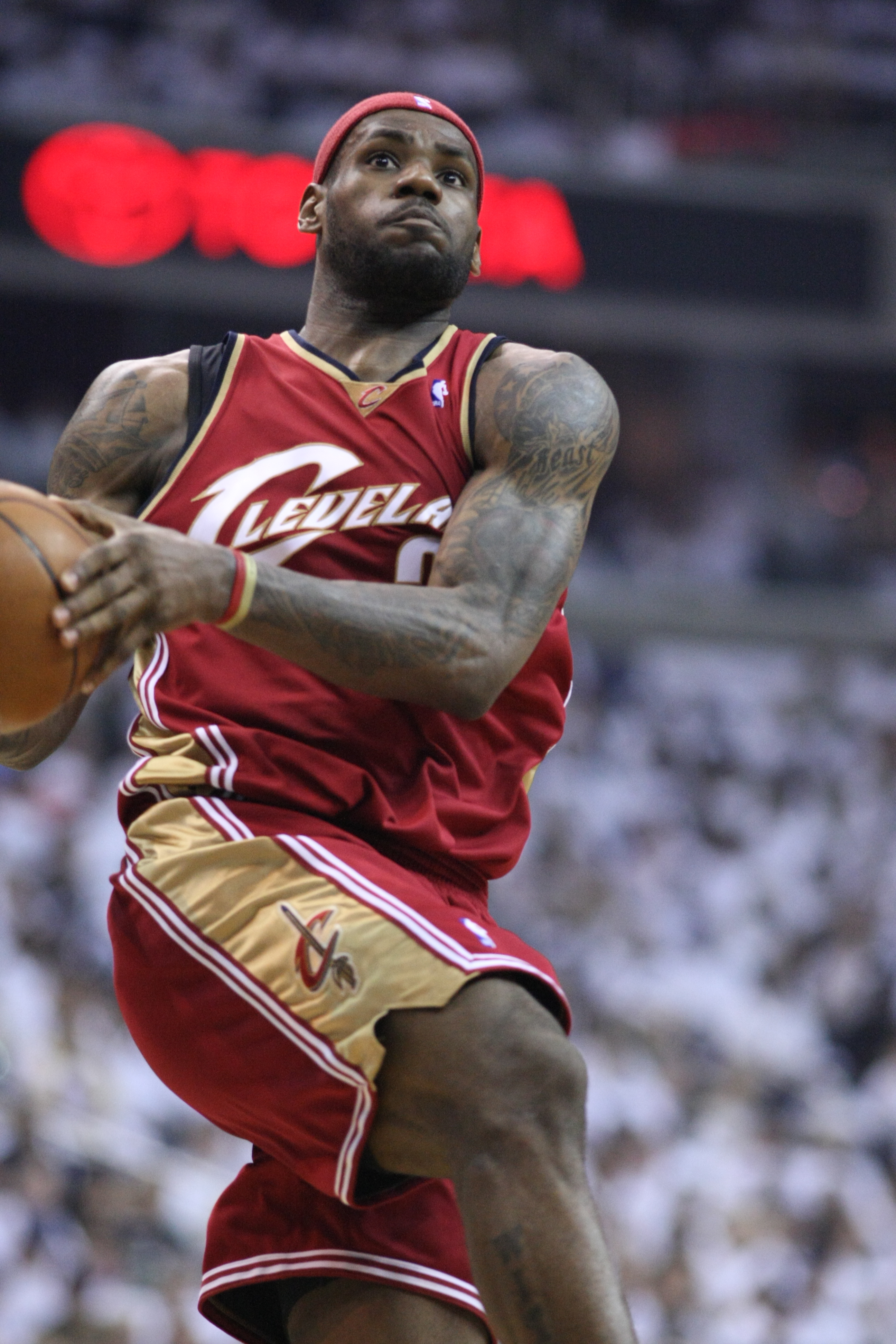
LeBron James est le plus jeune joueur à remporter le titre à 21 ans et 51 jours. Il est le joueur ayant inscrit le plus de points dans l'histoire, au cours des NBA All-Star Game.

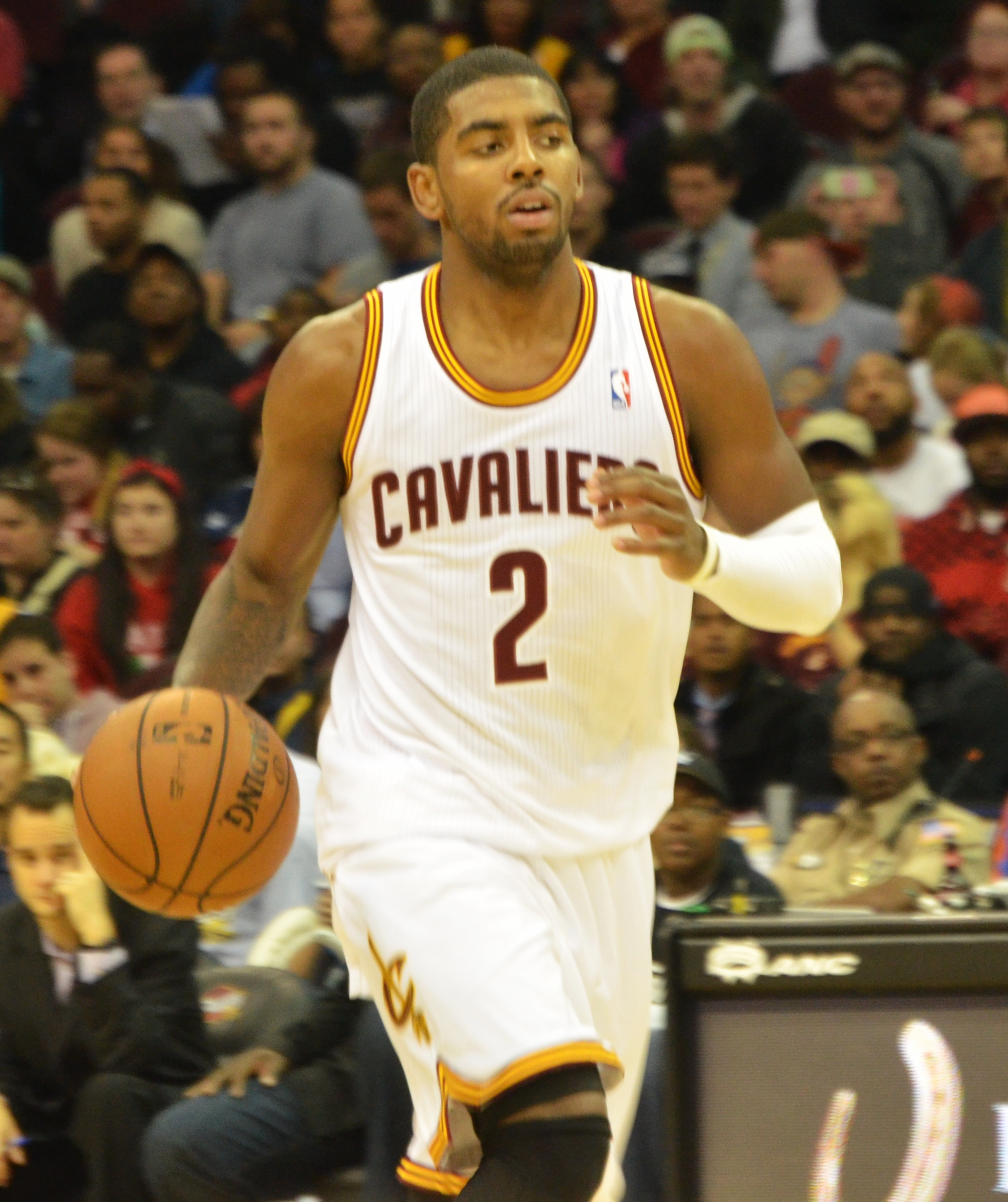
Kyrie Irving remporte le titre lors de son second NBA All-Star Game en 2014.

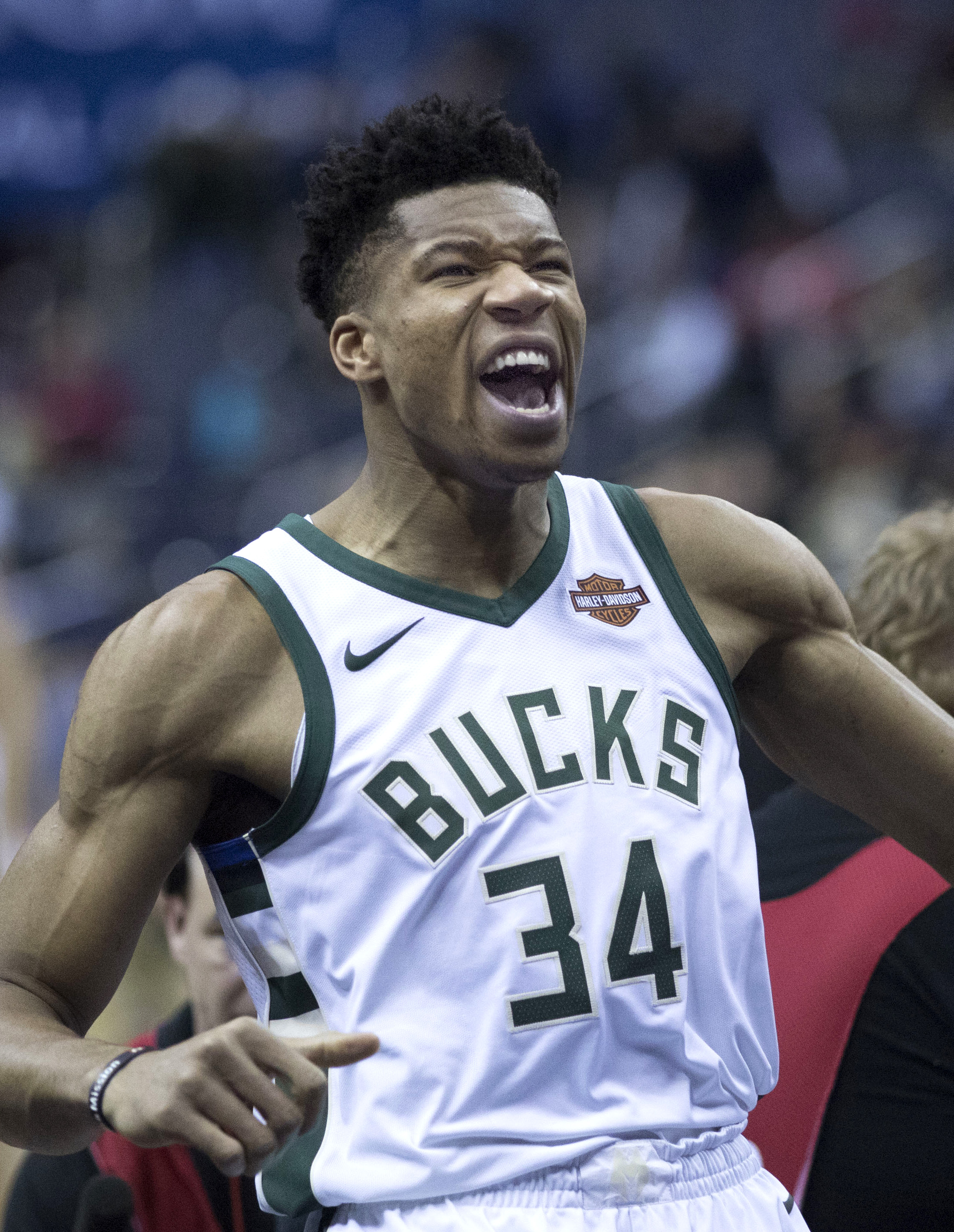
Giánnis Antetokoúnmpo est le premier, et seul, joueur non américain à remporter le titre lors du NBA All-Star Game 2021.

|            | Joueur toujours en activité en NBA                        |
|            | Joueur élu au Naismith Memorial Basketball Hall of Fame   |
| Joueur (X) | Nombre de fois où le joueur a remporté le titre           |
| Équipe (X) | Nombre de fois où un joueur de l'équipe remporte le titre |

| Saison | Joueur                                       | Nationalité                                  | Équipe                                       |
| ------ | -------------------------------------------- | -------------------------------------------- | -------------------------------------------- |
| 1951   | Ed Macauley                                  | États-Unis                                   | Celtics de Boston                            |
| 1952   | Paul Arizin                                  | États-Unis                                   | Warriors de Philadelphie                     |
| 1953   | George Mikan                                 | États-Unis                                   | Lakers de Minneapolis                        |
| 1954   | Bob Cousy                                    | États-Unis                                   | Celtics de Boston (2)                        |
| 1955   | Bill Sharman                                 | États-Unis                                   | Celtics de Boston (3)                        |
| 1956   | Bob Pettit                                   | États-Unis                                   | Hawks de Saint-Louis                         |
| 1957   | Bob Cousy (2)                                | États-Unis                                   | Celtics de Boston (4)                        |
| 1958   | Bob Pettit (2)                               | États-Unis                                   | Hawks de Saint-Louis (2)                     |
| 1959   | Elgin Baylor                                 | États-Unis                                   | Lakers de Minneapolis (2)                    |
| 1959   | Bob Pettit (3)                               | États-Unis                                   | Hawks de Saint-Louis (3)                     |
| 1960   | Wilt Chamberlain                             | États-Unis                                   | Warriors de Philadelphie (2)                 |
| 1961   | Oscar Robertson                              | États-Unis                                   | Royals de Cincinnati                         |
| 1962   | Bob Pettit (4)                               | États-Unis                                   | Hawks de Saint-Louis (4)                     |
| 1963   | Bill Russell                                 | États-Unis                                   | Celtics de Boston (5)                        |
| 1964   | Oscar Robertson (2)                          | États-Unis                                   | Royals de Cincinnati (2)                     |
| 1965   | Jerry Lucas                                  | États-Unis                                   | Royals de Cincinnati (3)                     |
| 1966   | Adrian Smith                                 | États-Unis                                   | Royals de Cincinnati (4)                     |
| 1967   | Rick Barry                                   | États-Unis                                   | Warriors de San Francisco (3)                |
| 1968   | Hal Greer                                    | États-Unis                                   | 76ers de Philadelphie                        |
| 1969   | Oscar Robertson (3)                          | États-Unis                                   | Royals de Cincinnati (5)                     |
| 1970   | Willis Reed                                  | États-Unis                                   | Knicks de New York                           |
| 1971   | Lenny Wilkens                                | États-Unis                                   | SuperSonics de Seattle                       |
| 1972   | Jerry West                                   | États-Unis                                   | Lakers de Los Angeles (3)                    |
| 1973   | Dave Cowens                                  | États-Unis                                   | Celtics de Boston (6)                        |
| 1974   | Bob Lanier                                   | États-Unis                                   | Pistons de Détroit                           |
| 1975   | Walt Frazier                                 | États-Unis                                   | Knicks de New York (2)                       |
| 1976   | Dave Bing                                    | États-Unis                                   | Bullets de Washington                        |
| 1977   | Julius Erving                                | États-Unis                                   | 76ers de Philadelphie (2)                    |
| 1978   | Randy Smith                                  | États-Unis                                   | Braves de Buffalo                            |
| 1979   | David Thompson                               | États-Unis                                   | Nuggets de Denver                            |
| 1980   | George Gervin                                | États-Unis                                   | Spurs de San Antonio                         |
| 1981   | Nate Archibald                               | États-Unis                                   | Celtics de Boston (7)                        |
| 1982   | Larry Bird                                   | États-Unis                                   | Celtics de Boston (8)                        |
| 1983   | Julius Erving (2)                            | États-Unis                                   | 76ers de Philadelphie (3)                    |
| 1984   | Isiah Thomas                                 | États-Unis                                   | Pistons de Détroit (2)                       |
| 1985   | Ralph Sampson                                | États-Unis                                   | Rockets de Houston                           |
| 1986   | Isiah Thomas (2)                             | États-Unis                                   | Pistons de Détroit (3)                       |
| 1987   | Tom Chambers                                 | États-Unis                                   | SuperSonics de Seattle (2)                   |
| 1988   | Michael Jordan                               | États-Unis                                   | Bulls de Chicago                             |
| 1989   | Karl Malone                                  | États-Unis                                   | Jazz de l'Utah                               |
| 1990   | Magic Johnson                                | États-Unis                                   | Lakers de Los Angeles (4)                    |
| 1991   | Charles Barkley                              | États-Unis                                   | 76ers de Philadelphie (4)                    |
| 1992   | Magic Johnson (2)                            | États-Unis                                   | Lakers de Los Angeles (5)                    |
| 1993   | John Stockton                                | États-Unis                                   | Jazz de l'Utah (2)                           |
| 1993   | Karl Malone (2)                              | États-Unis                                   | Jazz de l'Utah (3)                           |
| 1994   | Scottie Pippen                               | États-Unis                                   | Bulls de Chicago (2)                         |
| 1995   | Mitch Richmond                               | États-Unis                                   | Kings de Sacramento (6)                      |
| 1996   | Michael Jordan (2)                           | États-Unis                                   | Bulls de Chicago (3)                         |
| 1997   | Glen Rice                                    | États-Unis                                   | Hornets de Charlotte                         |
| 1998   | Michael Jordan (3)                           | États-Unis                                   | Bulls de Chicago (4)                         |
| 1999   | NBA All-Star Game annulé à cause du lock-out | NBA All-Star Game annulé à cause du lock-out | NBA All-Star Game annulé à cause du lock-out |
| 2000   | Shaquille O'Neal                             | États-Unis                                   | Lakers de Los Angeles (6)                    |
| 2000   | Tim Duncan                                   | États-Unis                                   | Spurs de San Antonio (2)                     |
| 2001   | Allen Iverson                                | États-Unis                                   | 76ers de Philadelphie (5)                    |
| 2002   | Kobe Bryant                                  | États-Unis                                   | Lakers de Los Angeles (7)                    |
| 2003   | Kevin Garnett                                | États-Unis                                   | Timberwolves du Minnesota                    |
| 2004   | Shaquille O'Neal (2)                         | États-Unis                                   | Lakers de Los Angeles (8)                    |
| 2005   | Allen Iverson (2)                            | États-Unis                                   | 76ers de Philadelphie (6)                    |
| 2006   | LeBron James                                 | États-Unis                                   | Cavaliers de Cleveland                       |
| 2007   | Kobe Bryant (2)                              | États-Unis                                   | Lakers de Los Angeles (9)                    |
| 2008   | LeBron James (2)                             | États-Unis                                   | Cavaliers de Cleveland (2)                   |
| 2009   | Kobe Bryant (3)                              | États-Unis                                   | Lakers de Los Angeles (10)                   |
| 2009   | Shaquille O'Neal (3)                         | États-Unis                                   | Suns de Phoenix                              |
| 2010   | Dwyane Wade                                  | États-Unis                                   | Heat de Miami                                |
| 2011   | Kobe Bryant (4)                              | États-Unis                                   | Lakers de Los Angeles (11)                   |
| 2012   | Kevin Durant                                 | États-Unis                                   | Thunder d'Oklahoma City (3)                  |
| 2013   | Chris Paul                                   | États-Unis                                   | Clippers de Los Angeles (2)                  |
| 2014   | Kyrie Irving                                 | États-Unis                                   | Cavaliers de Cleveland (3)                   |
| 2015   | Russell Westbrook                            | États-Unis                                   | Thunder d'Oklahoma City (4)                  |
| 2016   | Russell Westbrook (2)                        | États-Unis                                   | Thunder d'Oklahoma City (5)                  |
| 2017   | Anthony Davis                                | États-Unis                                   | Pelicans de La Nouvelle-Orléans              |
| 2018   | LeBron James (3)                             | États-Unis                                   | Cavaliers de Cleveland (4)                   |
| 2019   | Kevin Durant (2)                             | États-Unis                                   | Warriors de Golden State (4)                 |
| 2020   | Kawhi Leonard                                | États-Unis                                   | Clippers de Los Angeles (3)                  |
| 2021   | Giánnis Antetokoúnmpo                        | Grèce                                        | Bucks de Milwaukee                           |
| 2022   | Stephen Curry                                | États-Unis                                   | Warriors de Golden State (5)                 |
| 2023   | Jayson Tatum                                 | États-Unis                                   | Celtics de Boston (9)                        |
| 2024   | Damian Lillard                               | États-Unis                                   | Bucks de Milwaukee (2)                       |
| 2025   | Stephen Curry (2)                            | États-Unis                                   | Warriors de Golden State (6)                 |

## Les joueurs ayant gagné le plus de trophées de MVP
| Titres | Joueur            | Co-MVP | Equipe                                            | Année                  |
| ------ | ----------------- | ------ | ------------------------------------------------- | ---------------------- |
| 4      | Bob Pettit        | 1      | Hawks de Saint-Louis                              | 1954, 1957, 1958, 1959 |
| 4      | Kobe Bryant       | 1      | Lakers de Los Angeles                             | 2002, 2007, 2009, 2011 |
| 3      | Oscar Robertson   | -      | Royals de Cincinnati                              | 1961, 1964, 1969       |
| 3      | Michael Jordan    | -      | Bulls de Chicago                                  | 1988, 1996, 1998       |
| 3      | Shaquille O'Neal  | 2      | Lakers de Los Angeles, Suns de Phoenix            | 2000, 2004, 2009       |
| 3      | LeBron James      | -      | Cavaliers de Cleveland                            | 2006, 2008, 2018       |
| 2      | Julius Erving     | -      | 76ers de Philadelphie                             | 1977, 1983             |
| 2      | Isiah Thomas      | -      | Pistons de Détroit                                | 1984, 1986             |
| 2      | Karl Malone       | 1      | Jazz de l'Utah                                    | 1989, 1993             |
| 2      | Magic Johnson     | -      | Lakers de Los Angeles                             | 1990, 1992             |
| 2      | Allen Iverson     | -      | 76ers de Philadelphie                             | 2001, 2005             |
| 2      | Kevin Durant      | -      | Thunder d'Oklahoma City, Warriors de Golden State | 2012, 2019             |
| 2      | Russell Westbrook | -      | Thunder d'Oklahoma City                           | 2015, 2016             |
| 2      | Stephen Curry     | -      | Warriors de Golden State                          | 2022, 2025             |